# Ан Михайло Іванович
Михайло Іванович Ан (узб. Mixail Ivanovich An; нар. 19 листопада 1952, колгосп ім. Свердлова, Верхньочирський район, Ташкентська область, Узбецька РСР — пом. 11 серпня 1979, Дніпродзержинськ, Дніпропетровська область) — радянський футболіст, півзахисник.
Національність — кореєць. Вихованець місцевої футбольної секції. Старший брат Дмитро Ан, у 60-х роках, виступав за команди «Пахтакор» і «Політвідділ» (Ташкенська область).
1968 року Михайла запросили до Ташкента, у спортивну школу-інтернат ім. Германа Титова. З наступного сезону і до кінця першого кола чемпіонату-71 захищав кольори команди другої ліги «Політвідділ».
Протягом наступних дев'яти років виступав за ташкентський «Пахтакор». Був одним з лідерів узбецького клубу; добре бачив поле, володів м'яким і точним пасом, організатор атакувальних дій команди, умів завершити зусилля партнерів сильним і точним ударом. Вдало діяв при виконанні стандартних положень.
Двічі входив до списку 33-х найкращих футболістів сезону (1978 — № 2, 1974 — № 3). Майстер спорту СРСР міжнародного класу. Всього за «Пахтакор» провів:
у вищій лізі — 138 матчів, 30 забитих м'ячів;
у першій лізі — 95 матчів, 17 забитих м'ячів;
у кубку СРСР — 24 матчі, 5 забитих м'ячів.
У складі молодіжної збірної здобув золоту медаль чемпіонату Європи-76, був капітаном команди. Вперше за національну збірну зіграв 29 вересня 1974 року проти італійської «Роми». У вересні 1978 року провів два офіційних матчі: товариський — проти збірної Ірану і з командою Греції — у відбірковому циклі до чемпіонату Європи-80. Учасник турне другої збірної по Північній Америці взимку 1979 року.
11 серпня 1979 року, поблизу Дніпродзержинська, зіткнулися два літаки Ту-134. Жертвами трагедії стали 178 чоловік. Серед загиблих тренер, лікар, адміністратор і 14 футболістів команди «Пахтакор». Похований Михайло Іванович Ан на батьківщині, у колгоспі ім. Свердлова поблизу Ташкента.
У регламент чемпіонату СРСР була внесена стаття, за якою протягом 3 років, незалежно від результатів, «Пахтакор» зберігав місце у вищій лізі. До Ташкента приїхали гравці з різних команд, які допомогли відродити провідний футбольний клуб Узбекистану (у тому числі — Сергій Башкиров, Зураб Церетелі і Андрій Якубик).
Статистика виступів у збірній:
| №1 6 вересня 1978 |

| Іран | 0 : 1 | СРСР            |
| ---- | ----- | --------------- |
|      | Звіт  | Хідіятуллін 18' |

| Тегеран Глядачів: 40 000 Арбітр: Гайнц Альдінгер (ФРН) |

СРСР: Юрій Дегтерьов, Анатолій Коньков (), Валерій Горбунов, Василь Жупіков, Олександр Бубнов, Сергій Пригода, Леонід Буряк, Вагіз Хідіятуллін, Володимир Безсонов, Георгій Ярцев (Валерій Газзаєв, 55; Михайло Ан, 73), Олег Блохін. Тренер — Микита Симонян.
| №2 20 вересня 1978 |

| СРСР                      | 2 : 0 | Греція |
| ------------------------- | ----- | ------ |
| Чесноков 20' Безсонов 53' | Звіт  |        |

| «Раздан» (Єреван) Глядачів: 40 000 Арбітр: Джон Карпентер (Ірландія) |

СРСР: Юрій Дегтерьов, Анатолій Коньков (), Олександр Бережний, Василь Жупіков, Олександр Бубнов, Сергій Пригода, Леонід Буряк, Юрій Чесноков, Володимир Безсонов, Вагіз Хідіятуллін (Михайло Ан, 71), Олег Блохін. Тренер — Микита Симонян.